# مکویل (کنتاکی)
مکویل (به انگلیسی: Mackville) شهری در ایالت کنتاکی کشور ایالات متحده آمریکا است که جمعیت آن در سرشماری سال ۲۰۱۰ میلادی، ۲۲۲ نفر بوده‌است.